# Cyrill Geyer
Cyrill Geyer (* 26. März 1981 in Zürich) ist ein ehemaliger Schweizer Eishockeyspieler, der den grössten Teil seiner Karriere bei den SC Rapperswil-Jona Lakers spielte.

## Karriere
Cyrill Geyer begann seine Karriere als Eishockeyspieler beim EHC Chur, für den er in der Saison 1999/2000 sein Debüt in der Nationalliga B gab und auf Anhieb als Zweitliga-Meister in die Nationalliga A aufstieg. In seinem Rookiejahr erhielt der Verteidiger in insgesamt 27 Spielen zwei Strafminuten und blieb punktlos. Während der folgenden Spielzeit stand er in zwölf Spielen in der NLB für den HC Servette Genève auf dem Eis, in denen er ein Tor erzielte und eine Vorlage gab. Den Großteil der Saison 2000/01 verbrachte er allerdings beim EHC Chur, für den er in 31 NLA-Spielen ein Tor vorbereitete. 
Im Sommer 2002 wechselte Geyer zu Churs NLA-Ligarivalen SC Rapperswil-Jona Lakers, für den er bis zu seinem ersten Rücktritt im Jahre 2015 spielt. Da die Lakers in diesem Jahr aus der National League A abstiegen, liess sich Geyer davon überzeugen noch eine Saison weiter zu spielen. Nach zwei weiteren Vertragsverlängerungen gab der Verteidiger in der Saison 2017/18 seinen endgültigen Rücktritt bekannt. In seiner letzten Saison krönte er seine Karriere mit dem Cup-Sieg und dem Aufstieg der Lakers in die National League. 

### International
Für die Schweiz nahm Geyer an der Weltmeisterschaft 2005 teil, bei der er mit seiner Mannschaft den achten Platz belegte.

## Erfolge und Auszeichnungen
- 2000 Meister der NLB und Aufstieg in die NLA mit dem EHC Chur

## Karrierestatistik

### International
Vertrat die Schweiz bei:
- Weltmeisterschaft 2005

(Legende zur Spielerstatistik: Sp oder GP = absolvierte Spiele; T oder G = erzielte Tore; V oder A = erzielte Assists; Pkt oder Pts = erzielte Scorerpunkte; SM oder PIM = erhaltene Strafminuten; +/− = Plus/Minus-Bilanz; PP = erzielte Überzahltore; SH = erzielte Unterzahltore; GW = erzielte Siegtore; 1 Play-downs/Relegation; Kursiv: Statistik nicht vollständig)